# Diocesi di Ozieri

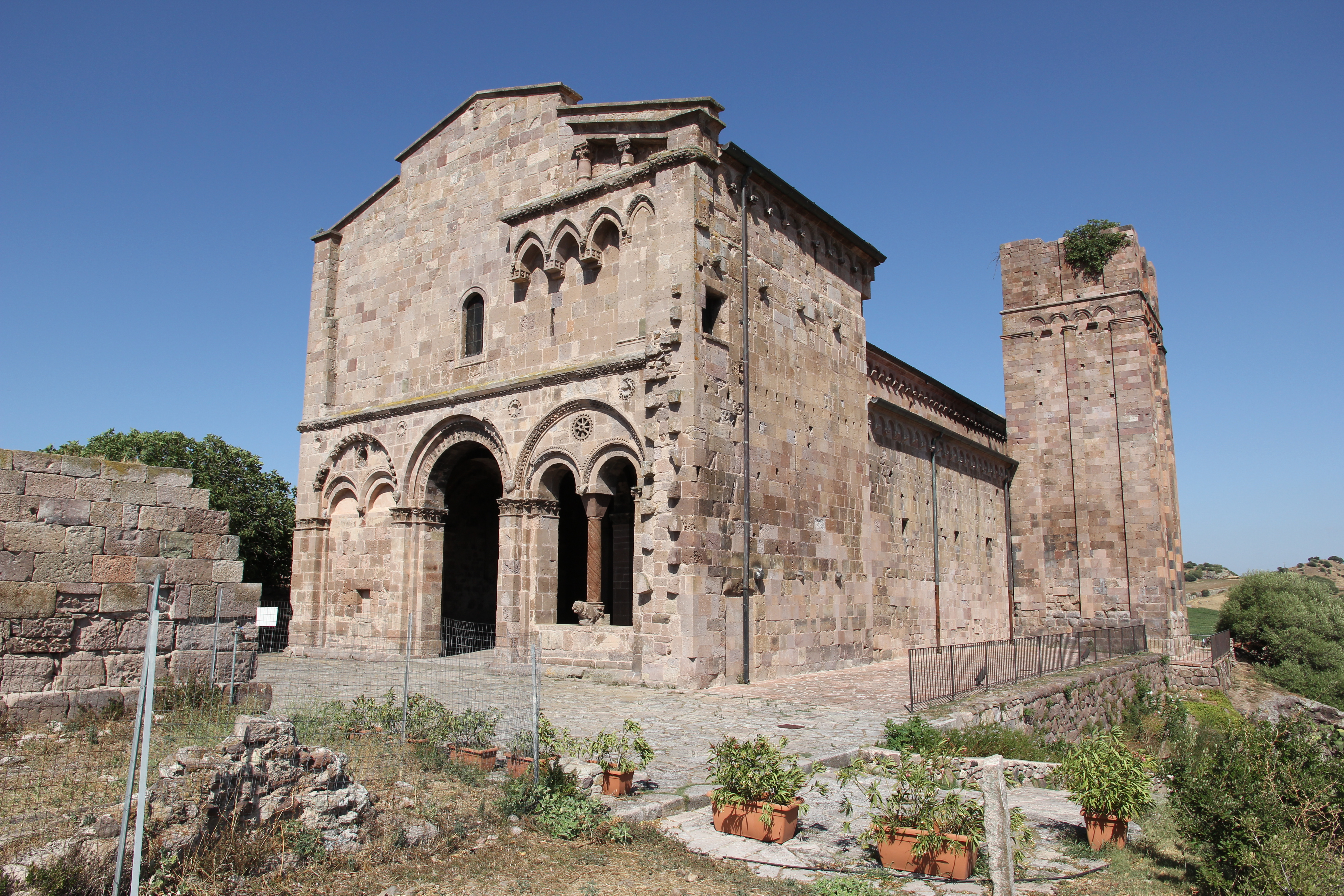
L'ex-cattedrale di Bisarchio o Bisarcio.

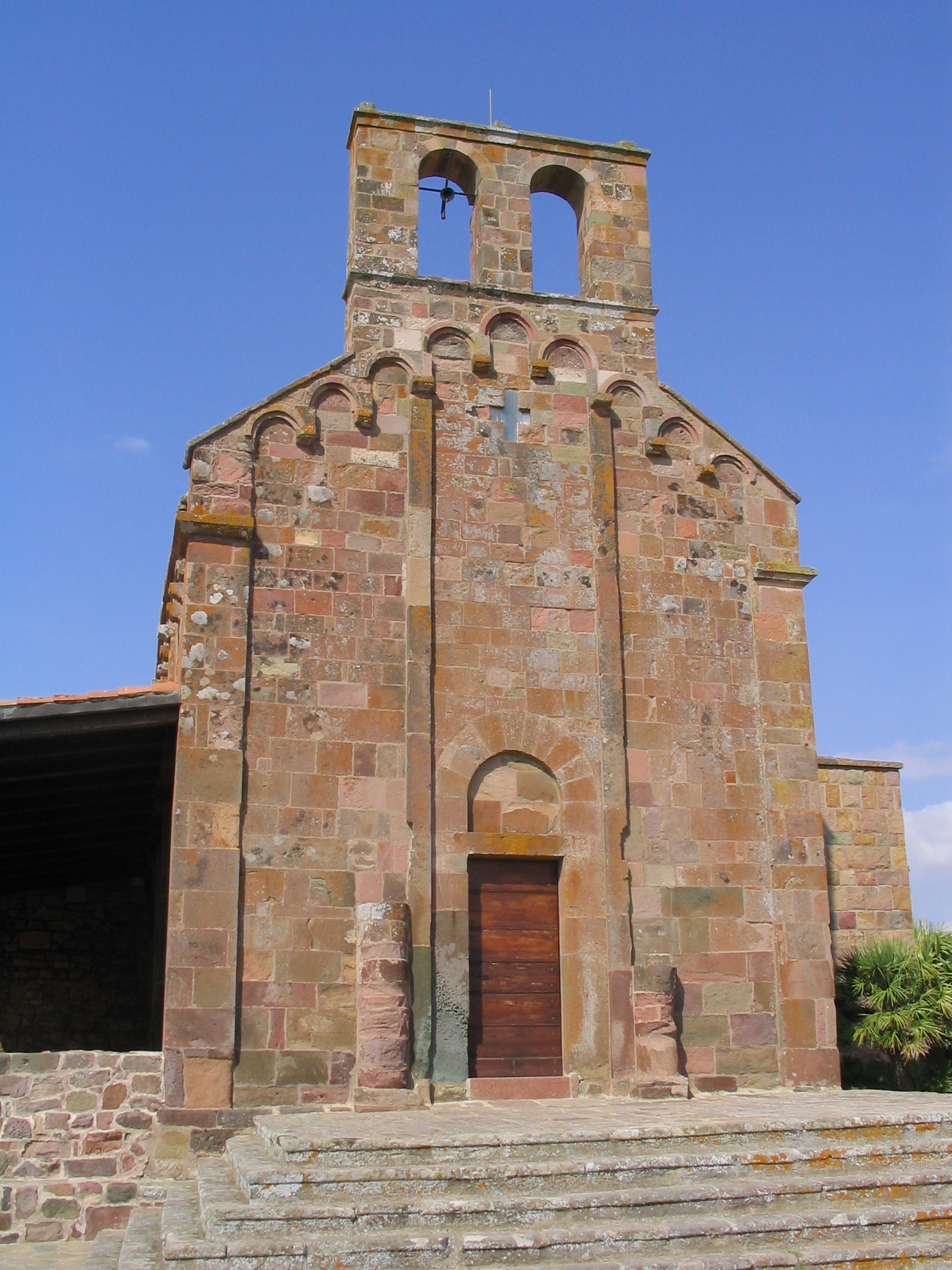
L'ex cattedrale di Castro, la chiesa di Nostra Signora.

Mappa delle diocesi e delle province ecclesiastiche sarde in epoca medievale.

La diocesi di Ozieri (in latino Dioecesis Octeriensis o Othierensis) è una sede della Chiesa cattolica in Italia suffraganea dell'arcidiocesi di Sassari appartenente alla regione ecclesiastica Sardegna. Nel 2023 contava 43.219 battezzati su 43.872 abitanti. È retta dal vescovo Corrado Melis.

## Territorio
La diocesi comprende i seguenti comuni:
- in provincia di Sassari: Alà dei Sardi, Berchidda, Buddusò, Monti, Oschiri, Padru, Anela, Ardara, Benetutti, Bono, Bottidda, Bultei, Burgos, Esporlatu, Illorai, Ittireddu, Nughedu San Nicolò, Nule, Olbia (la sola frazione di Berchiddeddu), Ozieri, Pattada, Tula;
- in provincia di Nuoro: Osidda.

Sede vescovile è la città di Ozieri, dove si trova la cattedrale dell'Immacolata Concezione. Nel territorio di Ozieri sorge anche l'antica cattedrale di Bisarcio, dedicata a sant'Antioco di Sulcis, patrono della diocesi: nell'area dell'ex cattedrale si conservano i ruderi della canonica, del palazzo episcopale e della città medievale di Bisarcio. Nel territorio di Oschiri sorge invece la chiesa della Madonna di Castro, antica cattedrale della diocesi omonima.
Il territorio si estende su 2.288 km² ed è suddiviso in 30 parrocchie, raggruppate in 4 vicariati (Ozieri, Goceano, Monte Acuto e Monte Lerno).

## Storia
L'attuale diocesi di Ozieri trae le proprie origini dalla medievale diocesi di Bisarchio o Bisarcio, cui fu unita quella di Castro.
Si sa molto poco delle origini del cristianesimo e della diocesi a Bisarcio. Probabilmente fu istituita, assieme a molte altre diocesi sarde, poco dopo la metà dell'XI secolo, all'epoca di papa Alessandro II (1061-1073), in concomitanza con il rafforzamento dell'autorità pontificia sulla Sardegna dopo secoli di relativo isolamento. La diocesi faceva parte del giudicato di Torres ed era suffraganea dell'arcidiocesi di Torres. Il primo documento che ne attesta l'esistenza risale - si stima - alla fine dell'XI secolo e fu uno di quelli scritti per rinnovare l'archivio della cattedrale in seguito ad un incendio.
Primi vescovi noti sono Nicodemo e Gavino, menzionati in un atto di compravendita all'epoca del giudice Mariano I di Torres (1065-1082). Seguono Costantino Madrone (de Matrona), che redasse un atto di donazione nel 1082, e il vescovo Pietro, che prese parte, il 16 dicembre 1112, alla consacrazione dell'abbazia camaldolese della Santissima Trinità di Saccargia. Forse in concomitanza con l'incendio della cattedrale, la residenza vescovile fu trasferita, per un periodo imprecisato, ad Ardara, che fu anche sede occasionalmente dei giudici di Torres.
Il territorio, molto meno esteso rispetto a quello di Castro, comprendeva le attuali Ardara, Nughedu San Nicolò, Ozieri e Tula; i villaggi, oggi scomparsi, di Butule, Urvei, Biduvè, Pianu, Lesanis, Pira e Mestighe; e altri centri di difficile identificazione come Lidinese, Ruabide, Retuba, Oraci e Ilanto. Fungeva da cattedrale la basilica di Sant'Antioco.
La cattedrale, dopo l'incendio che la distrusse verso la fine dell'XI secolo, fu ricostruita ad opera del vescovo Giovanni Thelle e da lui riconsacrata nel 1164 o 1174; in questa occasione la sede vescovile ritornò nella sua sede primitiva.
Tra XII e XIII secolo, ovunque nell'isola si insediarono comunità monastiche, provenienti dalla penisola italiana o dal sud della Francia. Nella diocesi di Bisarcio sono documentate la comunità benedettina di San Nicola di Butule, e quella vallombrosana di Santa Maria di Coros a Tula.
Nel 1135 Ardara fu teatro di uno degli avvenimenti più importanti della Chiesa sarda: un concilio dell'episcopato sardo, al quale partecipò anche il vescovo di Bisarcio, di cui tuttavia non è noto il nome. Nel 1437 il vescovo Antonio Cano celebrò un sinodo diocesano, nel quale vennero prese delle disposizioni sulla vita dei chierici e sulla cura delle anime.
Tra i vescovi del XIII secolo, emerge la figura di Pietro Remenaro, sardo di origini genovesi, che svolse un ruolo politico di primaria importanza nella mediazione tra Genovesi e Pisani per il controllo della regione di Bisarcio.
Attorno al Quattrocento la crisi che colpì la Sardegna portò anche Bisarcio alla decadenza, sicché la sede vescovile venne trasferita per un periodo ad Ardara, infine nella vicina Ozieri. Dopo la morte del vescovo Giovanni, l'8 dicembre 1503 la diocesi fu soppressa, assieme a quella di Castro, con la bolla Aequum reputamus di papa Giulio II e incorporata a quella di Alghero, dove il vescovo di Ottana aveva trasferito la sua sede.
Queste disposizioni non furono ben accolte nelle diocesi soppresse e solo nel 1543 si ebbe la formale presa di possesso da parte del vescovo di Alghero delle antiche sedi di Castro, di Bisarcio e di Ottana.
La diocesi fu ristabilita da papa Pio VII il 9 marzo 1803 con la bolla Divina disponente, ricavandone il territorio dalla diocesi di Alghero e dall'arcidiocesi di Sassari. Benché avesse il nome di Bisarcio, a ricordo dell'antico centro, la sede vescovile era a Ozieri. La nuova diocesi corrispondeva a quelle medievali di Bisarcio e di Castro.
Nel primo periodo della sua istituzione (1804-1847), i vescovi si impegnarono non solo nella cura delle anime, ma anche nella promozione sociale "per arginare l'analfabetismo, promuovere l'agricoltura, costruire e sostenere strutture comunitarie, pacificare alcune popolazioni in lotta". Contestualmente, la diocesi dovette fare i conti con periodici tentativi di sopprimerla, come avvenne nel 1816, nel 1835 e nel 1850.
A causa dei dissidi fra Chiesa e Stato, la diocesi rimase vacante dal 1847 al 1871, periodo durante il quale la legislazione sabauda alienò la maggior parte del patrimonio ecclesiastico, con conseguenze anche sul piano pastorale. Con la nomina di Serafino Corrias (1871-1896), la diocesi poté risollevarsi. "Il suo progetto pastorale si articolò in sei punti: collaborazione con le autorità civili, formazione del clero, educazione del laicato, istruzione religiosa del popolo, purificazione della pietà popolare, attenzione all'identità e ai valori specifici del territorio".
Il 12 febbraio 1915, «suppressa antiqua Bisarchiensi denominatione», la diocesi ha assunto il nome attuale.
Nel 1936 a Ozieri si svolse il terzo congresso eucaristico sardo. Nel 1952 il canonico Francesco Brundu fondò il settimanale «Voce del Logudoro». Nel 2001 un figlio della diocesi, Mario Francesco Pompedda, è stato elevato al cardinalato da papa Giovanni Paolo II.

## Cronotassi dei vescovi
Si omettono i periodi di sede vacante non superiori ai 2 anni o non storicamente accertati.

### Vescovi di Bisarcio
- Nicodemo † (prima del 1082)
- Gavino † (prima del 1082)
- Costantino Madrone † (menzionato nel 1082)
- Pietro I † (prima del 1112 - dopo il 1027)
- Anonimo † (menzionato nel 1135)
- Mariano Thelle † (prima del 1139 - dopo il 1146)
- Giovanni Thelle † (prima del 1164[8] - dopo il 1179)
- Anonimo † (menzionato nel 1215)
- Anonimo † (menzionato nel 1236 e 1237)
- Giovanni I † (menzionato nel 1237)
- Anonimo † (menzionato nel 1253)
- Gonario o Gennaro † (menzionato nel 1263)
- Giovanni II † (menzionato nel 1269)
- Pietro II (Remenaro) † (prima del 1283 - dopo il 1299)[9]
- Bernardo Carboni † (prima del 1303 - dopo il 1328)
- Anonimo † (menzionato nel 1329, 1330 e 1336)
- Comita † (menzionato nel 1341)
- Marzocco Capra † (documentato tra il 1342 e il 1348)
- Giovanni, O.F.M. † (17 giugno 1349 - 1350 deceduto)[10]
- Francesco Batlle[11], O.F.M. † (26 novembre 1350 - circa 1366 deceduto)
- Corrado † (3 giugno 1366 - 3 settembre 1371 nominato vescovo di Malta)
- Donato, O.E.S.A. † (3 settembre 1371 - ?)
- Antonio † (prima del 1386)
- Antioco † (16 maggio 1386 - ? )
- Jacopo, O.F.M. † (13 settembre 1396 - ? )
- Simone Cristofori, O.P. † (7 ottobre 1412 - ? deceduto)
  - Antonio Stamingo, O.F.M. † (? - 23 gennaio 1413 nominato vescovo di Bosa) (obbedienza romana)
- Antonio Pinna † (26 maggio 1421 - 1436 deceduto)
- Antonio Cano † (18 luglio 1436 - 23 ottobre 1448 nominato arcivescovo di Sassari)
- Sisinnio † (23 ottobre 1448 - 1466 deceduto)
- Lodovico de Santa Croce, O.F.M. † (7 luglio 1466 - 1485 deceduto)
- Michele Lopez de la Sorra, O.F.M. † (16 maggio 1485 - 29 marzo 1486 nominato vescovo delle Isole Canarie)
- Garcia Quixada, O.F.M. † (15 maggio 1486 - 21 maggio 1490 nominato vescovo di Guadix)
- Galcerando, O.F.M. † (21 maggio 1490 - ? deceduto)
- Giovanni, O.F.M. † (7 febbraio 1500 - 1503 deceduto)
  - Sede soppressa (1503-1803)
- Giovanni Antioco Azzei † (24 settembre 1804 - 29 marzo 1819 nominato arcivescovo di Oristano)
- Domenico Pes, Sch.P. † (29 marzo 1819 - 8 dicembre 1831 deceduto)
- Serafino Carchero, O.F.M.Cap. † (20 gennaio 1834 - 31 marzo 1847 deceduto)
  - Sede vacante (1847-1871)
- Serafino Corrias † (24 novembre 1871 - 31 maggio 1896 deceduto)
- Filippo Bacciu † (30 novembre 1896 - 14 marzo 1914 deceduto)
  - Pietro Benedetti, M.S.C. † (21 dicembre 1914 - 28 febbraio 1915 dimesso) (vescovo eletto)[12]

### Vescovi di Ozieri
- Carmine Cesarano, C.SS.R. † (18 aprile 1915 - 30 settembre 1918 nominato arcivescovo di Conza)
- Francesco Maria Franco † (10 marzo 1919 - 18 settembre 1933 nominato vescovo di Crema)
- Igino Maria Serci Vaquer † (2 febbraio 1934 - 30 maggio 1938 deceduto)
- Francesco Cogoni † (3 marzo 1939 - 25 aprile 1975 ritirato)
  - Sede vacante (1975-1978)[13]
- Giovanni Pisanu † (4 marzo 1978 - 27 marzo 1997 ritirato)
- Sebastiano Sanguinetti (27 marzo 1997 - 22 aprile 2006 nominato vescovo di Tempio-Ampurias)
- Sergio Pintor † (29 settembre 2006 - 10 dicembre 2012 ritirato)
  - Sede vacante (2012-2015)[14]
- Corrado Melis, dal 18 luglio 2015

## Prelati originari della diocesi
- Filippo Campus Chessa (1817 - 1887), vescovo
- Lorenzo Basoli (1895 - 1970), vescovo
- Sebastiano Fraghì (1903 - 1985), arcivescovo
- Antonio Giuseppe Angioni (1910 - 1991), vescovo
- Mario Francesco Pompedda (1929 - 2006), cardinale e arcivescovo
- Giovanni Dettori (1940), vescovo
- Giovanni Angelo Becciu (1948), cardinale e arcivescovo

## Statistiche
La diocesi nel 2023 su una popolazione di 43.872 persone contava 43.219 battezzati, corrispondenti al 98,5% del totale.
| anno | popolazione | popolazione | popolazione | presbiteri | presbiteri | presbiteri | presbiteri                | diaconi | religiosi | religiosi | parrocchie |
| anno | battezzati  | totale      | %           | numero     | secolari   | regolari   | battezzati per presbitero | diaconi | uomini    | donne     | parrocchie |
| ---- | ----------- | ----------- | ----------- | ---------- | ---------- | ---------- | ------------------------- | ------- | --------- | --------- | ---------- |
| 1950 | 62.037      | 62.037      | 100,0       | 85         | 85         |            | 729                       |         |           | 51        | 27         |
| 1970 | 62.996      | 62.996      | 100,0       | 75         | 70         | 5          | 839                       |         | 5         | 74        | 29         |
| 1980 | 56.000      | 56.353      | 99,4        | 62         | 57         | 5          | 903                       |         | 5         | 62        | 29         |
| 1990 | 57.500      | 58.000      | 99,1        | 62         | 56         | 6          | 927                       |         | 6         | 59        | 30         |
| 1999 | 55.900      | 56.120      | 99,6        | 59         | 54         | 5          | 947                       |         | 5         | 44        | 30         |
| 2000 | 56.280      | 56.500      | 99,6        | 58         | 53         | 5          | 970                       |         | 5         | 44        | 30         |
| 2001 | 56.715      | 56.750      | 99,9        | 59         | 54         | 5          | 961                       |         | 5         | 46        | 30         |
| 2002 | 56.500      | 56.600      | 99,8        | 59         | 54         | 5          | 957                       |         | 5         | 47        | 30         |
| 2003 | 56.474      | 57.616      | 98,0        | 58         | 53         | 5          | 973                       |         | 5         | 45        | 30         |
| 2004 | 57.000      | 58.000      | 98,3        | 58         | 54         | 4          | 982                       |         | 4         | 42        | 30         |
| 2010 | 53.500      | 54.500      | 98,1        | 59         | 55         | 4          | 906                       |         | 4         | 50        | 30         |
| 2013 | 54.100      | 54.500      | 99,3        | 43         | 39         | 4          | 1.258                     |         | 4         | 50        | 30         |
| 2016 | 49.509      | 50.109      | 98,8        | 45         | 41         | 4          | 1.100                     |         | 9         | 22        | 30         |
| 2019 | 48.321      | 48.825      | 99,0        | 43         | 38         | 5          | 1.123                     |         | 6         | 24        | 30         |
| 2021 | 44.443      | 44.870      | 99,0        | 45         | 39         | 6          | 987                       |         | 6         | 23        | 30         |
| 2023 | 43.219      | 43.872      | 98,5        | 38         | 35         | 3          | 1.137                     |         | 3         | 27        | 30         |